# Ayhan Tuna Üzümcü
Ayhan Tuna Üzümcü (* 6. August 1982 in Izmir) ist ein türkischer Fußballspieler.

## Karriere
Üzümcü spielte von 1997 bis 1999 für die Jugendmannschaft von Izmir Belediyespor. Danach ging er zur Jugend von Altay İzmir und blieb dort ebenfalls zwei Jahre als Jugendspieler. 2001 nahm ihn sein Jugendverein Altay unter Vertrag. Mit Altay spielte bis 2003 in der 1. Liga der türkischen Süper Lig. Tuna Üzümcü blieb bei seinem Klub und spielt bis nach der Vollendung der Saison 2004/05 in der 2. Liga. Nach dieser Spielzeit war er für Altay nicht mehr zu halten und Gençlerbirliği Ankara verpflichtete ihn. Nach drei Jahren in der Hauptstadt wechselte er zu Beşiktaş Istanbul. 
Ohne ein Ligaspiel für Beşiktaş absolviert zu haben, wechselte er in der Winterpause 2008/09 durch einen Spielertausch zu Bursaspor. Im Gegenzug wechselte Yusuf Şimşek von Bursaspor zu Beşiktaş. Mit Bursaspor feierte er zum Saisonende 2009/10 die Meisterschaft in der Süper Lig.
Zur Saison 2010/11 heuerte er beim Ligakonkurrenten Antalyaspor an. Hier misslang ihm der Sprung in die Startelf und so absolvierte er lediglich zwei Ligaspiele.
Zur neuen Saison verließ er Antalyaspor Richtung Adanaspor. Hier erreichte man zum Saisonende den Einzug bis ins Playoff-Finale der TFF 1. Lig. Im Finale unterlag man in der Verlängerung Kasımpaşa Istanbul 2:3 und verpasste somit den Aufstieg in die Süper Lig erst in der letzten Begegnung.
Im Frühjahr 2014 wechselte Üzümcü innerhalb der TFF 1. Lig zu Samsunspor.
Nach dieser Saison wechselte er zum Ligakonkurrenten Denizlispor. Nach 15 weiteren Einsätzen in der TFF 1. Lig wechselte Üzümcü in der Winterpause 2016/17 zum Drittligisten Nazilli Belediyespor.

## Erfolge
- Türkischer Meister: 2010 mit Bursaspor